# Revoluția egipteană din 2011
Revoluția egipteană din 2011 a început cu o serie de demonstrații de stradă, proteste și acte de nesupunere civilă la 25 ianuarie 2011, zi aleasă de organizatorii Mișcării 6 Aprilie pentru a coincide cu Ziua Națională a Poliției. Protestele erau obișnuite în anii precedenți, dar manifestațiile din 2011 au fost cele mai mari în Egipt din 1977, de la Revolta pâinii, și fără precedent ca amploare, atrăgând participanți din diverse pături sociale și confesionale ale societății.
Mohamed el-Baradei, cel mai cunoscut reprezentant al opoziției egiptene, i-a cerut președintelui Hosni Mubarak să demisioneze cât mai repede, pentru binele Egiptului. Numărul persoanelor ucise în timpul protestelor din Egipt se ridică la 18, dintre care 13 oameni au murit la Suez și cinci la Cairo, potrivit postului de televiziune al-Jazeera, citat de cotidianul Jerusalem Post. Aproape 20 de persoane au fost rănite în protestele din Suez, în timp ce în întreaga țară numărul răniților a depășit 900.

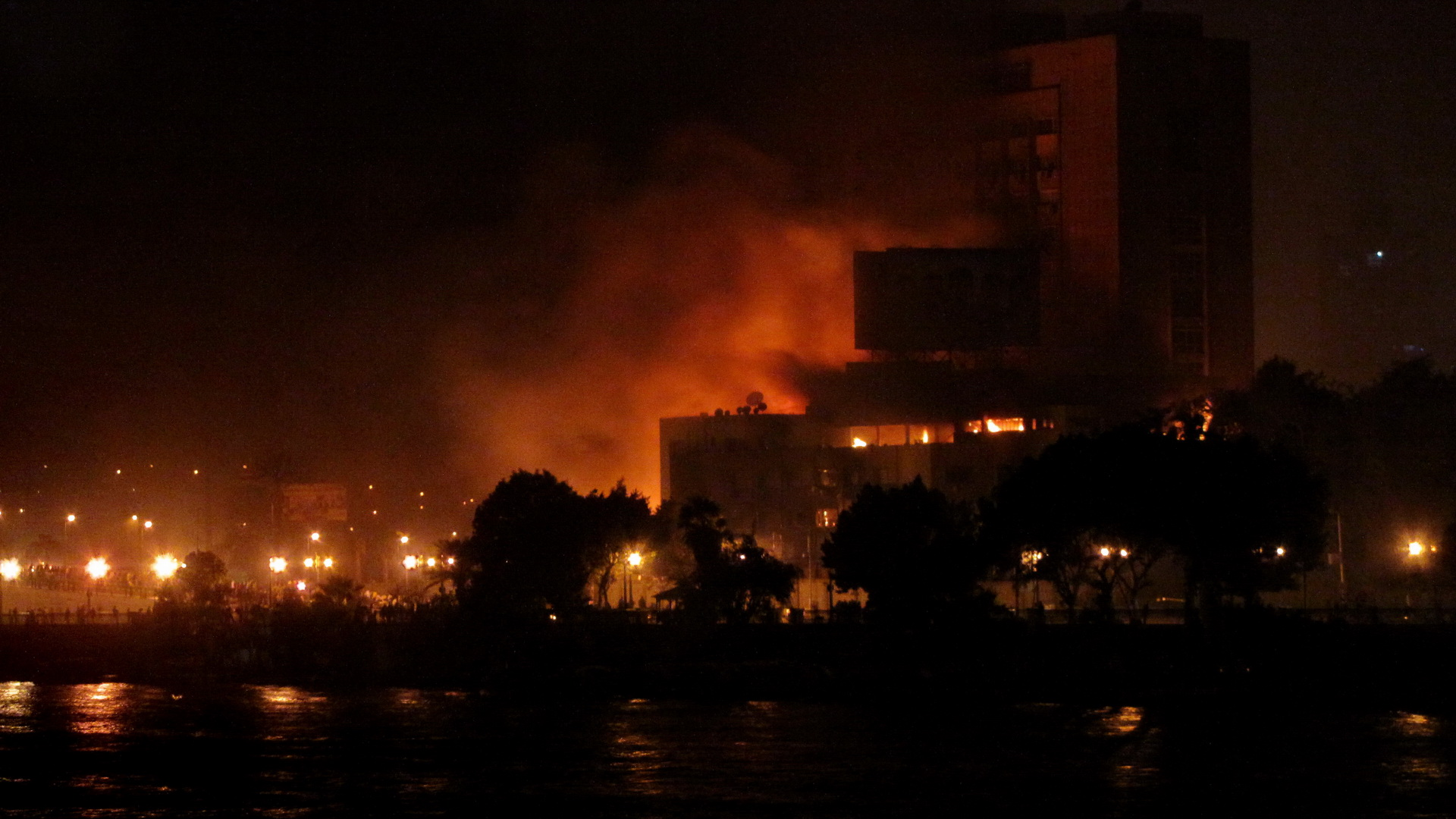
Sediul Partidului Național Democratic incendiat în timpul revoluției

Odată cu căderea serii, mai mulți oficiali guvernamentali și oameni de afaceri au fugit din Egipt la bordul unor avioane particulare. Președintele Mubarak nu și-a făcut nicio apariție publică de marți, când au început revoltele. Vineri se anunțase că va ține un discurs la televiziune, eveniment care nu a mai avut loc.
Mubarak și-a dat demisia în ziua de 11 februarie 2011. După demisia sa, autoritățile egiptene au avut consfătuiri în vederea formării unui guvern de tranziție.

## Pierderi
Economia Egiptului a pierdut până cel puțin 3,1 miliarde de dolari în urma crizei politice.
Banca Crédit Agricole face o primă evaluare a problemelor economice provocate de proteste și raportul instituției arată că pierderile se cifrează la 310 milioane de dolari pe zi. Banca a revizuit în jos prognoza pentru Egipt în 2011 in privința creșterii PIB-ului, la 3,7%, de la 5,3%, cât fusese inițial. Analiștii financiari anticipează o devalorizare de 20% a lirei egiptene.
Orice guvern care va veni după aceasta criză va avea de înfruntat provocări majore în reconstrucția imaginii țării și în lupta cu probleme fundamentale ale economiei, care fi agravate de revolta populară. Peste 40% dintre cei 80 de milioane de locuitori trăiesc la limita subzistenței, cu un venit de doar 2 dolari pe zi, potrivit Băncii Mondiale.

## Alternative
- Mohammed el-Baradei (arabă: ‏محمد البرادعي‎ Muhammad al-Barādaʿī; n. 17 iunie 1942, Cairo, Egipt) a fost între anii 1997 - 2009, director general la Agenția Internațională pentru Energie Atomică (IAEO), iar în anul 2005 i s-a acordat Premiul Nobel pentru Pace.
- Frăția Musulmană prin dr. Mohammed Badie.

##### A scris despre revoluția egiptean
- Cartea egipteană a Revoluției Din perspectiva politică, sociologice și economice , Scriitor politic Ahmed Ghanem[11] .

##### Activiști politici
- Asmaa Mahfouz
- Ahmed Ghanem (scriitor politic)
- George Isaac
- Israa Abdel-Fattah